# Ligne 1 du métro de Donetsk
La Ligne Proletars'ko-Kyïivs'ka du ligne Donetsk métro, qui est en construction. La mise en service est prévue en 2017.